# Türkisch-islamische Synthese
Die Türkisch-islamische Synthese (türkisch Türk-İslam sentezi) ist ein politisch rechtsgerichtetes islamisch-konservatives Ideologem, das türkischen Nationalismus und Islam miteinander verbindet.
Der Begriff wurde 1972 geprägt vom konservativen Historiker İbrahim Kafesoğlu, der die türkisch-islamische Synthese auf die erste türkisch-islamische Dynastie der Karahaniden im 11. Jahrhundert zurückführte. Kafesoğlu betrachtete den Kontakt der alten Steppenkultur der Türken mit dem Islam als Veredelungsprozess. Vertreten wurde die „Synthese“ in den 1970er Jahren maßgeblich in dem Intellektuellenclub Aydınlar Ocağı (wörtlich „Herd der Intellektuellen“), dessen Gründer Kafesoğlu war. Explizit formulierten Vertreter des Intellektuellenclubs ihre Gedanken und insbesondere ihr Geschichtsverständnis 1973 in der Schrift Aydınlar Ocağı'nın Görüşü („Die Ansicht des Intellektuellenclubs“). Ausgangspunkt war der Antikommunismus und das Bestreben, der marxistischen Ideologie, die als Gefahr für türkische Werte empfunden wurde, etwas entgegenzusetzen. In der Vereinssatzung heißt es:
Das Ziel des Vereins ist die Verbreitung der türkischen Nationalismusidee durch die Entwicklung der nationalen Kultur und des Nationalbewusstseins, (und) die Verstärkung und Förderung der Elemente, aus denen unsere Nationalexistenz besteht, (dies erreicht man) indem man gegen die Begriffsanarchie und das Ideenchaos, die für unser nationales Gerüst schädlich sind, ankämpft.
Nach den Wirren der 1970er Jahre mit blutigen Auseinandersetzungen zwischen politischen Lagern und dem Putsch von 1980 versuchte die Junta, trotz Vorbehalten gegenüber dem religiösen Fundamentalismus (türkisch irtica), islamisch-konservatives Gedankengut und islamische Werte zur Wiederherstellung der Ordnung und des Zusammengehörigkeitsgefühls zu instrumentalisieren. Die türkisch-islamische Synthese galt in dieser Zeit vielen als offizielle Ideologie (türkisch resmi ideoloji). Vordenker der türkisch-islamischen Synthese gehen davon aus, dass die Türken eine herausragende Rolle bei der Verbreitung des Islam spielten und dabei ihre nationale Identität als Teil der islamischen Umma entwickelten. Türkentum ist nach dieser Vorstellung nur in Verbindung mit dem Islam möglich.
Ende der 1980er Jahre verlor die Vorstellung der türkisch-islamischen Synthese an Popularität. In Kreisen der Ülkücü-Bewegung findet die Vorstellung einer türkisch-islamischen Synthese noch regen Zuspruch. Für Vertreter der türkischen Linken ist die türkisch-islamische Synthese ein Reizwort.